# Vergeßt mir meine Traudel nicht
Vergeßt mir meine Traudel nicht ist ein romantischer DDR-Gegenwartsfilm über eine flüchtige 17-jährige Waise, die sich in einen Volkspolizisten verliebt. Der Film wurde vom DEFA-Studio für Spielfilme produziert. Regie führte Kurt Maetzig. Das Drehbuch schrieb Kurt Barthel, genannt Kuba, der damals Chefdramaturg am Volkstheater Rostock war und neben dieser Produktion noch an Drehbüchern für die DEFA-Filme Hexen sowie Schlösser und Katen mitarbeitete. Die Inszenierung ist der erste Filmauftritt von Eva-Maria Hagen.

## Handlung
Bevor ihre Mutter im KZ Ravensbrück stirbt, erhält die sechsjährige Traudel von ihr einen Brief, der mit den Worten endet: „Vergesst mir meine Traudel nicht“. Mit dem Brief wird das Mädchen am Hauptbahnhof in Dresden gefunden und lebt danach bei Pflegeeltern und in einem Kinderheim. 
Den Brief hat sie auch bei sich, als sie elf Jahre später aus dem Heim flieht. Auf der Flucht trifft sie den Lehrer Wolfgang, der sie auf seinem Motorrad nach Berlin mitnimmt, da sie vorgibt, dort Bekannte zu haben. Traudel wird ihm zu anstrengend, so dass er sich von ihr trennt.
Da Wolfgang ihr seine Berliner Adresse gegeben hat, steht Traudel kurz danach vor seiner Wohnungstür. Dort trifft sie den Polizisten Hannes Wunderlich, der gemeinsam mit Wolfgang bei Frau Palotta zur Untermiete wohnt. Obwohl Hannes ein vorbildlicher Polizist ist, fälscht er aus Liebe zu Traudel einen Personalausweis. Der Schwindel fliegt jedoch auf, und Hannes wird bestraft; am Ende folgt die Hochzeit mit Traudel.

## Hintergrund
Der große Publikumserfolg von Vergeßt mir meine Traudel nicht gehörte zu einer Reihe von Filmen, die eine realistischere Gestaltung der DDR-Wirklichkeit versuchten und die man als „Berlin-Filme“ bezeichnete. Von der Parteiführung wurde „ideologische Diversion“ vermutet. 1958 begannen „Parteiaktivtagungen“, bei denen zunächst versucht wurde, die SED-Mitglieder unter den Filmschaffenden zu disziplinieren. Der Leiter der Hauptverwaltung Film Anton Ackermann kritisierte hierbei verschiedene Filme und deren Regisseure.
Obwohl erst zum zweiten Mal vor der Kamera, schon unverkennbar: Manfred Krug (als Rocksänger).
Heutige Schreibweise des Filmtitels (zum Beispiel auf DVD-Cover) ist meist „Vergesst mir meine Traudel nicht“.

## Filmkritiken
„Forum“, Berlin, 27/1957: „Über diesen heiteren Gegenwartsfilm der DEFA lacht man viel und herzlich; manchmal wird es jedoch auch ganz still im Zuschauerraum… die Stille, die dieser ungewöhnliche Streifen mitunter auslöst, ist künstlerisch beabsichtigt. Tritt sie ein, so nähern wir uns oft einem seiner schönsten Momente. Denn das ist das Besondere an ihm: Er ist nicht nur dann stark, wenn Tränen gelacht werden, er ist es auch, wenn es Tränen der Rührung gibt, keiner sentimentalen Rührung freilich, aber einer echten und menschlichen Rührung. 'Vergeßt mir meine Traudel nicht’ ist vom ersten bis zum letzten Meter interessant, lebenswahr und voll tiefen Humors; es ist ein ausgezeichneter Film.“
Lexikon des Internationalen Films, 1995: „Eine recht unterhaltsame Komödie mit ansehnlichen schauspielerischen Leistungen, aber auch einigen Stilbrüchen und künstlerischen Mängeln.“
Filmredaktion 3sat, 20. Januar 2006: „Mit Leichtigkeit und Charme folgt Maetzig in „Vergeßt mir meine Traudel nicht“ großen amerikanischen Vorbildern und überragt dabei qualitativ deutlich die vergleichbaren westdeutschen Produktionen jener Zeit. Mit Marilyn-Monroe-Zitaten, eigensinnigem Charme und spritzigen Dialogen überzeugt in ihrem Filmdebüt die junge Eva-Maria Hagen, die Mutter von Nina Hagen.“

## Veröffentlichungsdaten
- Kino-Uraufführung: 15. November 1957
- Fernsehpremiere (DFF1): 17. Januar 1958
- Kaufvideo: 31. Januar 2001
- Kauf-DVD: 20. Januar 2006